# アブクマトウヒレン
アブクマトウヒレン（阿武隈塔飛廉、学名：Saussurea yuki-uenoana）は、キク科トウヒレン属の多年草。茎の高さが180cmにも及ぶ、日本産トウヒレン属植物ではもっとも大型になるものの一つ。

## 特徴
茎は直立し、高さは70-180cmになる。茎に鋭い稜があるか、幅が約1mm程と狭い翼がある。翼のない個体もある。上部は5-10回分枝する。ふつう、花時には根出葉は存在しない。茎の下部につく葉は革質で光沢はなく、葉身は卵形、長さ11-20cm、幅9-15cm、先は鋭頭から鋭突頭、基部は心形になり、縁に粗い鋸歯がある。葉の裏面の葉脈に褐色の多細胞短毛がまばらに生える。葉柄は長さ7-16cmになる。茎につく葉は上にいくにしたがって徐々に小さくなる。
花期は9-10月。頭状花序は複花序あたり散房状に4-5個が密集してつき、頭花の径は約1.5cm、花柄は長さ5-8mmになる。総苞は長さ13-17mm、径5-8mmになる狭筒形で、くも毛があり、長さ2-3mmになる狭卵形の苞葉がある。総苞片は11-12列あり、総苞外片は広卵形で長さ3mm、先端は紫色をおびて短く反曲する。頭花は筒状花のみからなり、花冠の長さは10-14mm、色は淡い紅紫色。果実は楕円形で長さ4mmになる痩果で、灰紫褐色になる。冠毛は2輪生で、落ちやすい外輪は長さ3mm、花後にも残る内輪は長さ10-11mmになる。

## 分布と生育環境
日本固有種。本州の宮城県南部・福島県の太平洋側地域の低山である阿武隈山地に分布し、低山の夏緑林の林縁や林下、林間の草地に生育する。
本種の分布する地域には、センダイトウヒレン Saussurea sendaica が多いが、センダイトウヒレンは総苞が鐘形、総苞片は8列、総苞外片と総苞中片の先端が長く、開出するか反曲し、茎の分枝が少なく、茎の翼が発達することなどで、本種と区別される、としている。
一方、YList、アブクマトウヒレンでは、本種について、センダイトウヒレンとキクアザミ Saussurea ussuriensis の自然交雑種である可能性を示唆している。

## 名前の由来
種小名（種形容語）yuki-uenoana は、宮城県の植物研究家でこの種を見いだした上野雄規への献名である。

## 新種記載
2013年に門田裕一（国立科学博物館）によって、『植物研究雑誌』Vol.88、「アジア産トウヒレン属 (キク科) の分類学的研究 VI. 北海道産の1新種と1新組合わせ及び本州産の3新種」において、ユウバリトウヒレン-Saussurea yubarimontana、トビシマトウヒレン-Saussurea katoana、アラサワトウヒレン-Saussurea yanagitae とともに新種として命名記載された。

## ギャラリー

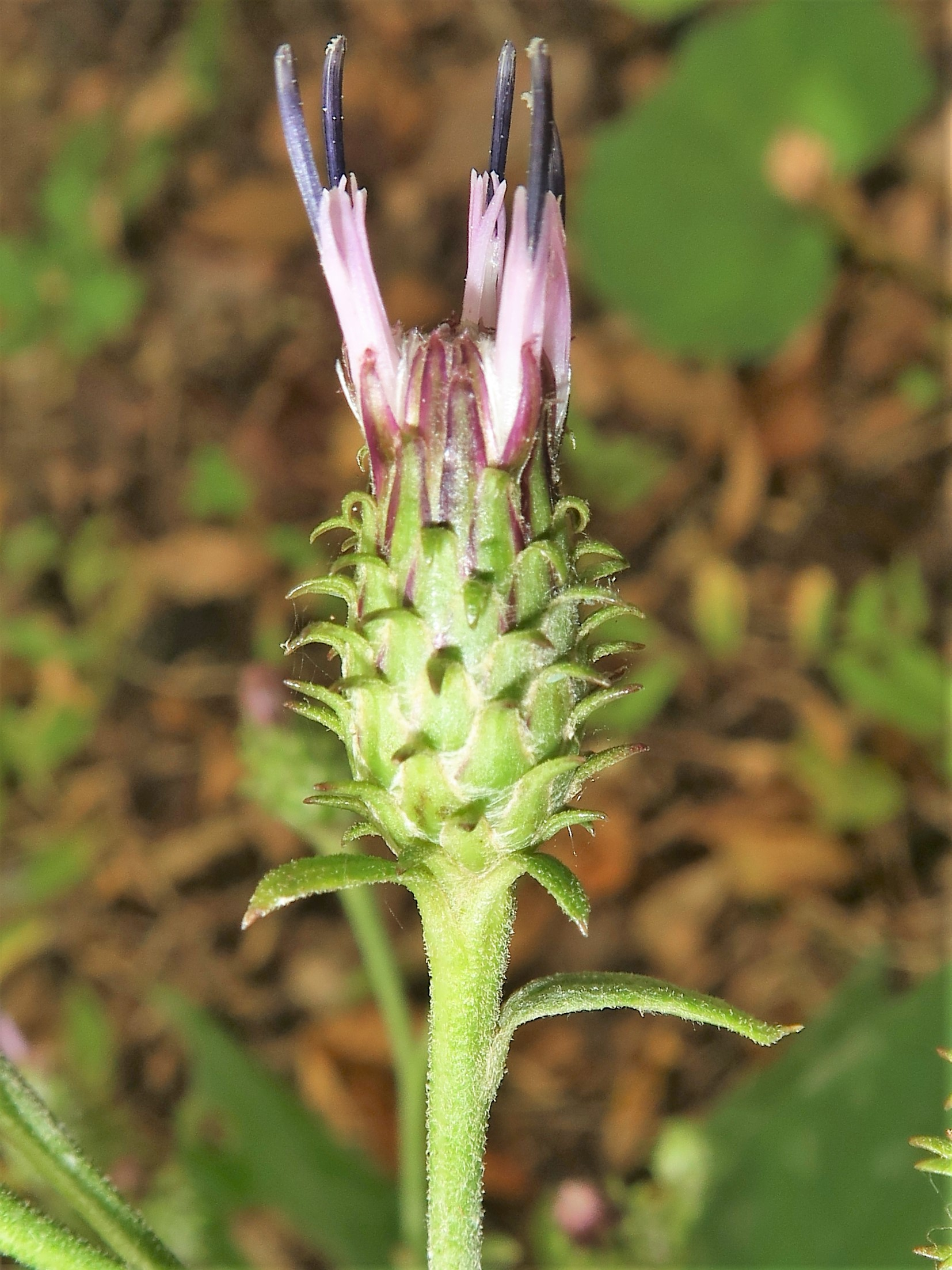
総苞片は11-12列、総苞片の先は紫色をおび、短く反曲する。狭卵形の苞葉がある。
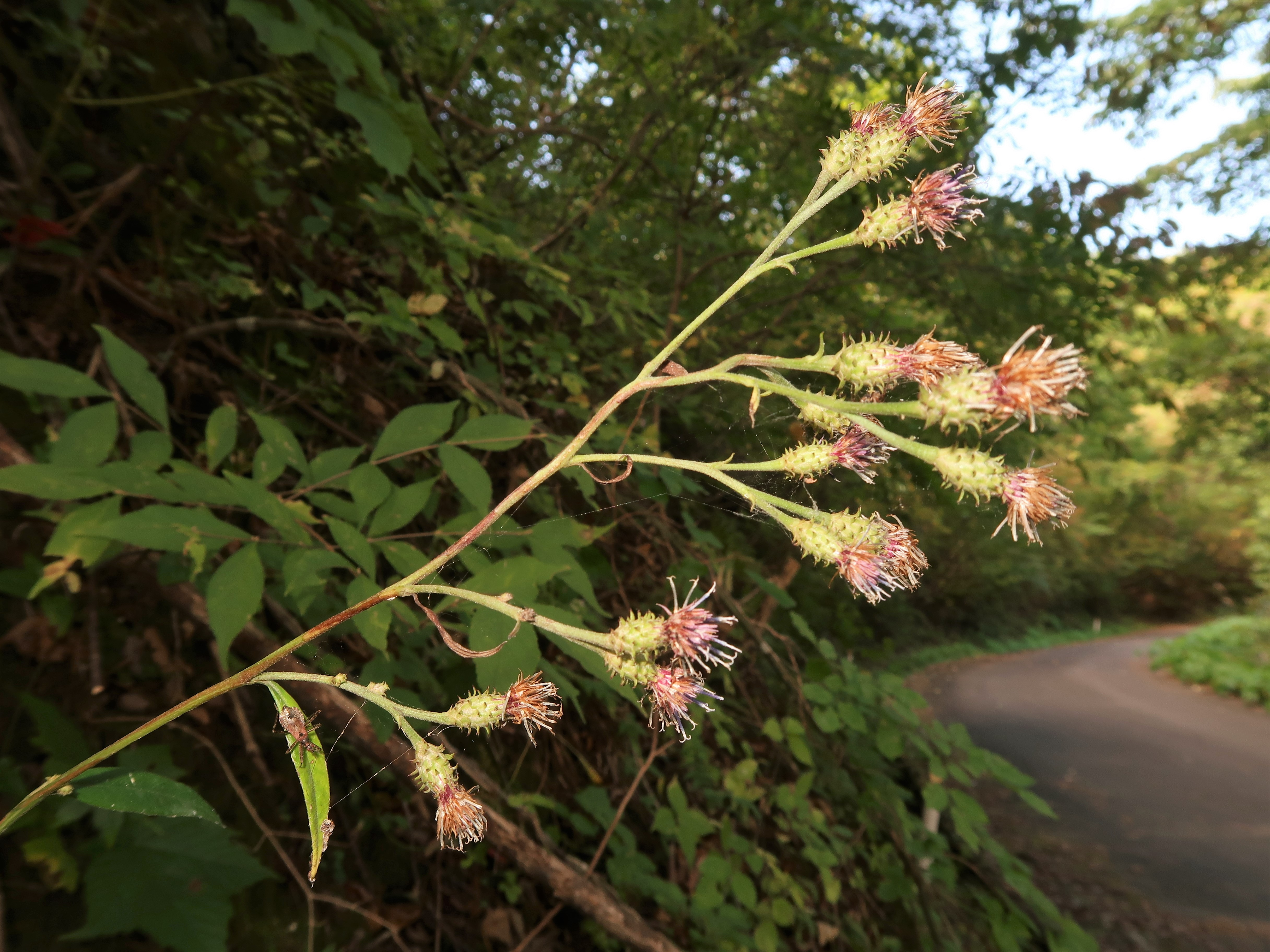
頭花は、複花序あたり散房状に4-5個がつく。
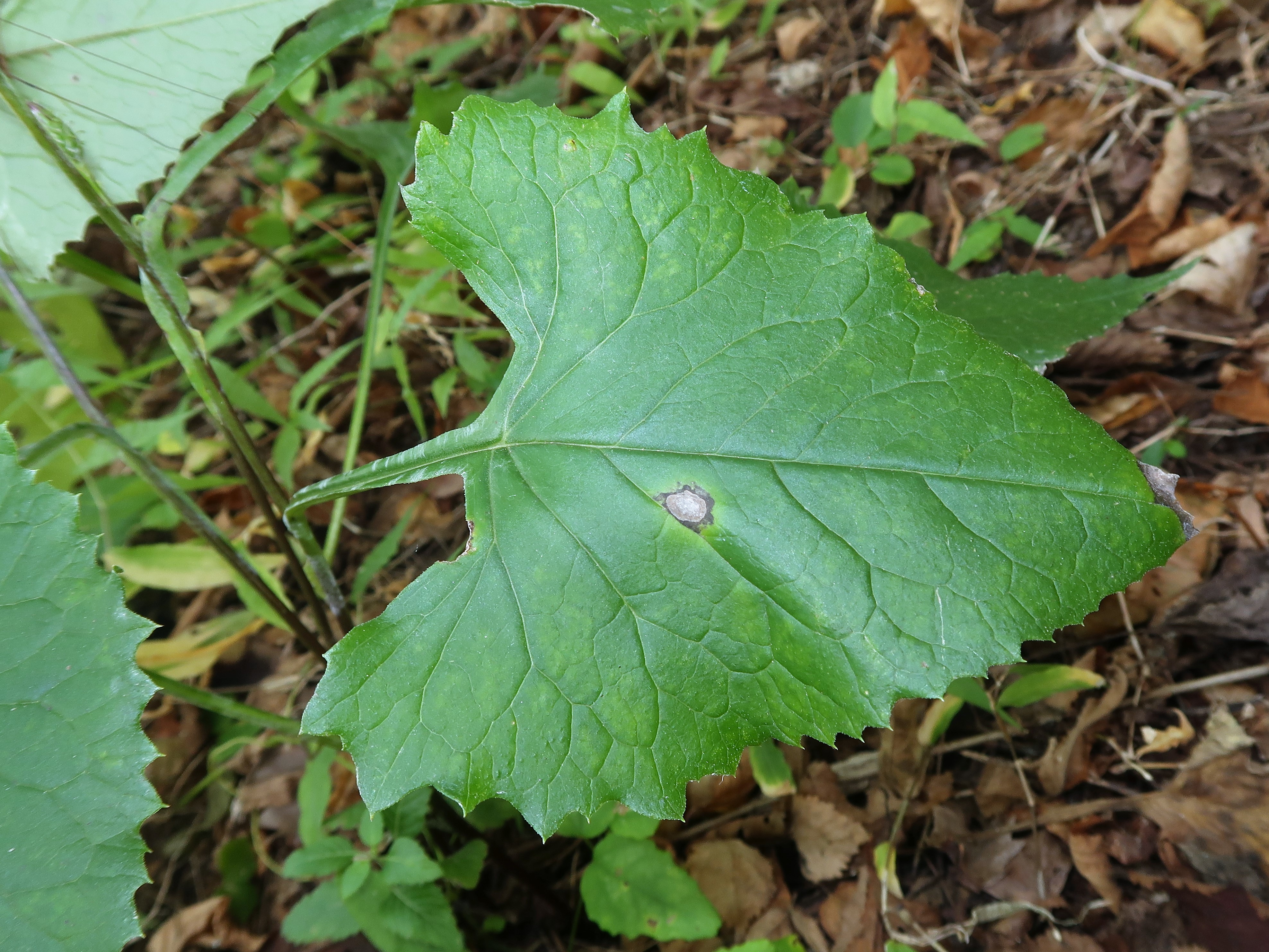
卵形の葉。茎に狭い翼がある。
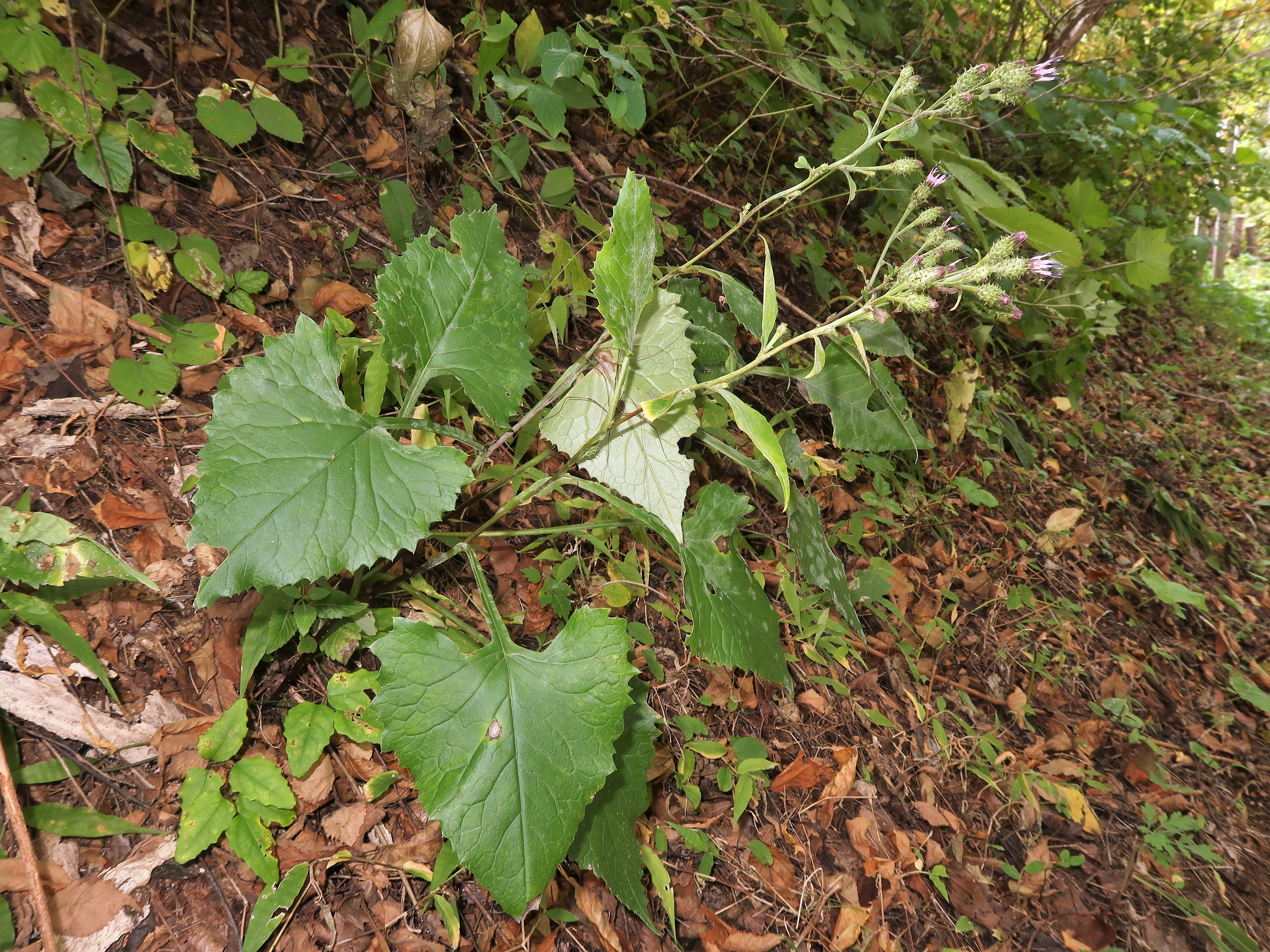
茎葉は上にいくにしたがって徐々に小さくなる。